# Antônio Martins Coelho
Antônio Martins Coelho (? — ?) foi um político brasileiro.
Foi eleito deputado na Assembleia Constituinte e Legislativa Farroupilha, em 1842.